# Distretto di Buk (Busan)
Buk (Hangŭl: 북구; Hanja: 北區) è un distretto di Busan. Ha una superficie di 38,3 km² e una popolazione di 336.753 abitanti al 2005.